# روكاسكالينيا
روكاسكالينيا (بالإيطالية: Roccascalegna)‏ هي بلدية في مقاطعة كييتي في إقليم أبروتسو الإيطالي.

## السكان
في سنة 1861 بلغ عدد السكان 2٬011 نسمة، وتطور العدد ليصل في سنة 2011 لـ 1٬285 نسمة.
يظهر هذا المخطط البياني تطور النمو السكاني لـ روكاسكالينيا